# Сучжоу
Сучжоу (кит. трад. 蘇州, спр. 苏州, піньїнь: Sūzhōu) — міська округа у провінції Цзянсу КНР, розташована у пониззі річки Янцзи поблизу озера Тайху. Займає п'яте місце у Китаї за ВВП на душу населення (7249 доларів США у 2005 році). Квітка — символ міста: османтус; дерево — символ міста: камфорне дерево.

## Географія
Історичний центр Сучжоу, навколо якого розрослося сучасне місто, стоїть на Великому Китайському каналі між Шанхаєм та Усі, неподалік від озера Тайху, і багато століть був найважливішим транспортним та комерційним центром регіону Цзяннань — багатющої частини країни. У сучасному адміністративному розподілі КНР Сучжоу є так званим містом окружного значення, що складається з 11 одиниць районного/повітового рівня та які тягнуться від озера Тайху на південному заході до річки Янцзи на півночі та кордонів міста центрального підпорядкування Шанхаю на сході.

### Клімат
Місто знаходиться у зоні, котра характеризується вологим субтропічним кліматом. Найтепліший місяць — липень із середньою температурою 28.2 °C (82.8 °F). Найхолодніший місяць — січень, із середньою температурою 3.5 °С (38.3 °F).
| Клімат Сучжоу           | Клімат Сучжоу | Клімат Сучжоу | Клімат Сучжоу | Клімат Сучжоу | Клімат Сучжоу | Клімат Сучжоу | Клімат Сучжоу | Клімат Сучжоу | Клімат Сучжоу | Клімат Сучжоу | Клімат Сучжоу | Клімат Сучжоу | Клімат Сучжоу |
| Показник                | Січ.          | Лют.          | Бер.          | Квіт.         | Трав.         | Черв.         | Лип.          | Серп.         | Вер.          | Жовт.         | Лист.         | Груд.         | Рік           |
| Середній максимум, °C   | 8,1           | 9,2           | 12,8          | 19,1          | 24,1          | 27,6          | 31,8          | 31,3          | 27,2          | 22,6          | 17,0          | 11,1          | 20,2          |
| Середня температура, °C | 3,5           | 4,5           | 8,7           | 14,7          | 20            | 23,9          | 28,2          | 27,9          | 23,3          | 17,9          | 12,1          | 5,9           | 15,9          |
| Середній мінімум, °C    | 1,1           | 2,2           | 5,6           | 10,9          | 16,1          | 20,8          | 25,0          | 24,9          | 20,6          | 15,1          | 9,0           | 3,0           | 12,9          |
| Норма опадів, мм        | 41.2          | 60.2          | 81.1          | 98.2          | 111.3         | 163.5         | 145.9         | 127.9         | 133.9         | 59.9          | 50.2          | 35.9          | 1109.2        |
| Днів з опадами          | 10,9          | 12,2          | 13,8          | 14,7          | 14,6          | 14            | 12,1          | 11,6          | 13,1          | 11,9          | 11,2          | 10,5          | 150,6         |
| Вологість повітря, %    | 74.2          | 75.8          | 76.1          | 77            | 77.6          | 81            | 80.6          | 80.2          | 80.9          | 78            | 76.3          | 74            | 77.6          |
| ----------------------- | ------------- | ------------- | ------------- | ------------- | ------------- | ------------- | ------------- | ------------- | ------------- | ------------- | ------------- | ------------- | ------------- |
| Джерело: Weatherbase,   |               |               |               |               |               |               |               |               |               |               |               |               |               |

## Історія
Місто розташоване на Великому Китайському каналі, Сучжоу було засновано 514 року до н. е. як столицю держави У. Саме тут почалося повстання Сян Юя, яке призвело до повалення династії Цінь. Сучасна назва міста з'явилася 589 року н. е. У VII столітті видатний поет Бо Цзюй завідував будівництвом центрального міського каналу. У X столітті побудована знаменита похила пагода Сучжоу, а в часи династії Сун — північна пагода (11 поверхів, 76 м).
З часів династії Сун (960–1279) місто стало важливим центром виробництва шовку в Китаї та залишається таким і понині. У XIII столітті місто було частково зруйновано та розграбовано монгольськими полчищами. При монголах гавань Люцзяган на Янцзи недалеко від Сучжоу стала найважливішим військовим та торговим портом регіону, через яку зібране у Цзяннань зерно відвозили морем на північ, до монгольської столиці Ханбалик (Пекіну).
У 1356—1367 роках Сучжоу був столицею Чжан Шічен, одного з претендентів на владу в Китаї за часів руйнування юаньської імперії.
При династіях Мін і Цін місто було забудоване садибами столичних чиновників та перетворився на садову столицю Китаю.
Будучи пам'ятником Всесвітньої спадщини, історичний центр Сучжоу і донині знаменитий своїми кам'яними мостами якот Баодайцяо, пагодами та садами. З піднесенням Шанхаю наприкінці XIX століття Сучжоу втратив значення центрального міста у регіоні, проте завдяки своїй архітектурі та великій кількості підприємств навколо міста він залишається привабливим для туристів і для підприємців.

## Адміністративний поділ
Міський округ поділяється на 5 районів та 4 міста:
| Карта                                                                                            | Карта      | Карта    | Карта            |
| ------------------------------------------------------------------------------------------------ | ---------- | -------- | ---------------- |
| Чжанцзяган Чаншу Тайцан Сянчен Куньшань Хуцю ① ② Учжун Уцзян ① Гусу ② Індустріальний парк Сучжоу |            |          |                  |
| Статус                                                                                           | Назва      | Оригінал | Населення (2020) |
| Міський район                                                                                    | Гусу       | 姑苏区   | 2 058 010        |
| Міський район                                                                                    | Сянчен     | 相城区   | 891 055          |
| Міський район                                                                                    | Уцзян      | 吴江区   | 1 545 023        |
| Міський район                                                                                    | Учжун      | 吴中区   | 1 388 972        |
| Міський район                                                                                    | Хуцю       | 虎丘区   | 832 499          |
| Місто                                                                                            | Куньшань   | 昆山市   | 2 092 496        |
| Місто                                                                                            | Тайцан     | 太仓市   | 831 113          |
| Місто                                                                                            | Чаншу      | 常熟市   | 1 677 050        |
| Місто                                                                                            | Чжанцзяган | 张家港市 | 1 432 044        |

## Економіка
Місто є центром шовкової промисловості та різних кустарних виробництв. Екскурсії на шовкове підприємство проводять у робочий час, тож екскусранти можуть побачити весь цикл виготовлення шовку — від ниток шовкопрядів до готових виробів із шовку. Вироби можна придбати безпосередньо на підприєсмтв.
У Суджоу також діють підприємства хімічної, паперової, бавовняної, харчової промисловості.

## Транспорт
Сучжоу з'єднаний мостом Сутун з містом Наньтун на північному березі Янцзи.
Перебуваючи на головній залізничній лінії між Шанхаєм та Нанкіном, Сучжоу обслуговується численними пасажирськими поїздами, включаючи експреси, що курсують між Шанхаєм та Нанкіном (або іншими пунктами далі на захід або північ).
Функціонує річковий порт.
28 квітня 2012 року відкрита перша лінія метрополітену, у якому до 2020 році планується добудувати 4 лінії.

## Культура

### Пам'ятки

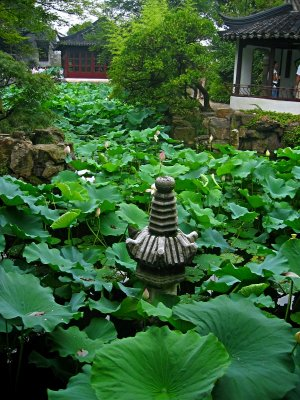
Сад Чжочжен'юань («Сад скромного чиновника»), Сучжоу, Китай, за проектом Вень Чженміна
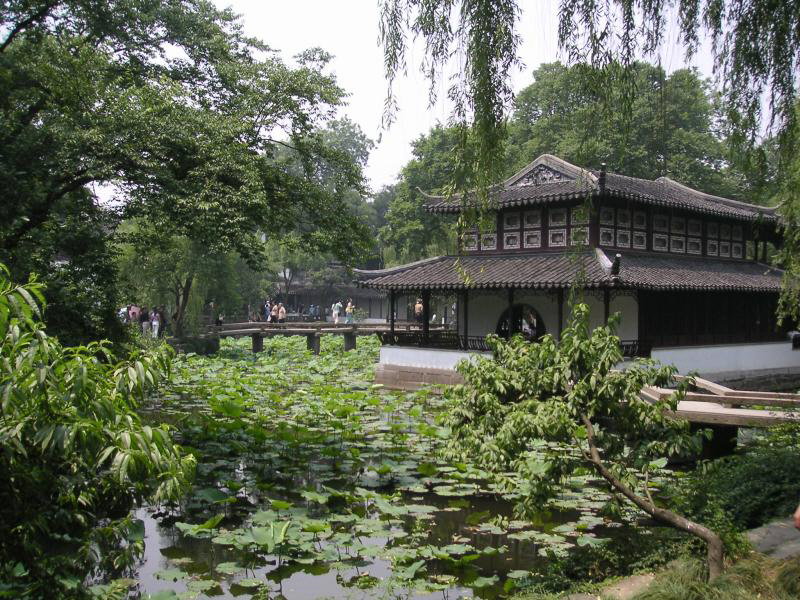
Сад скромного чиновника
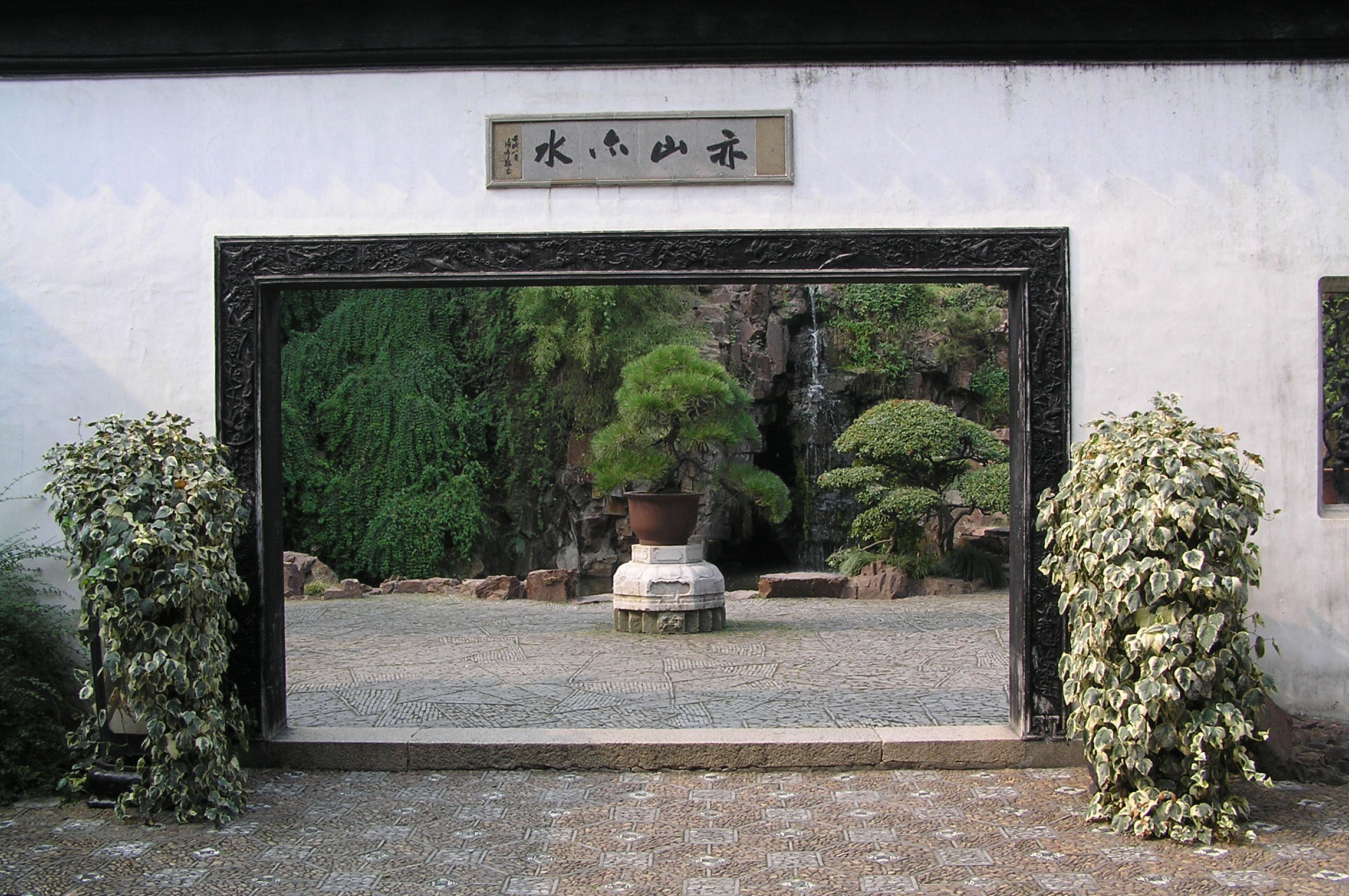
Вхід в один з садів Сучжоу
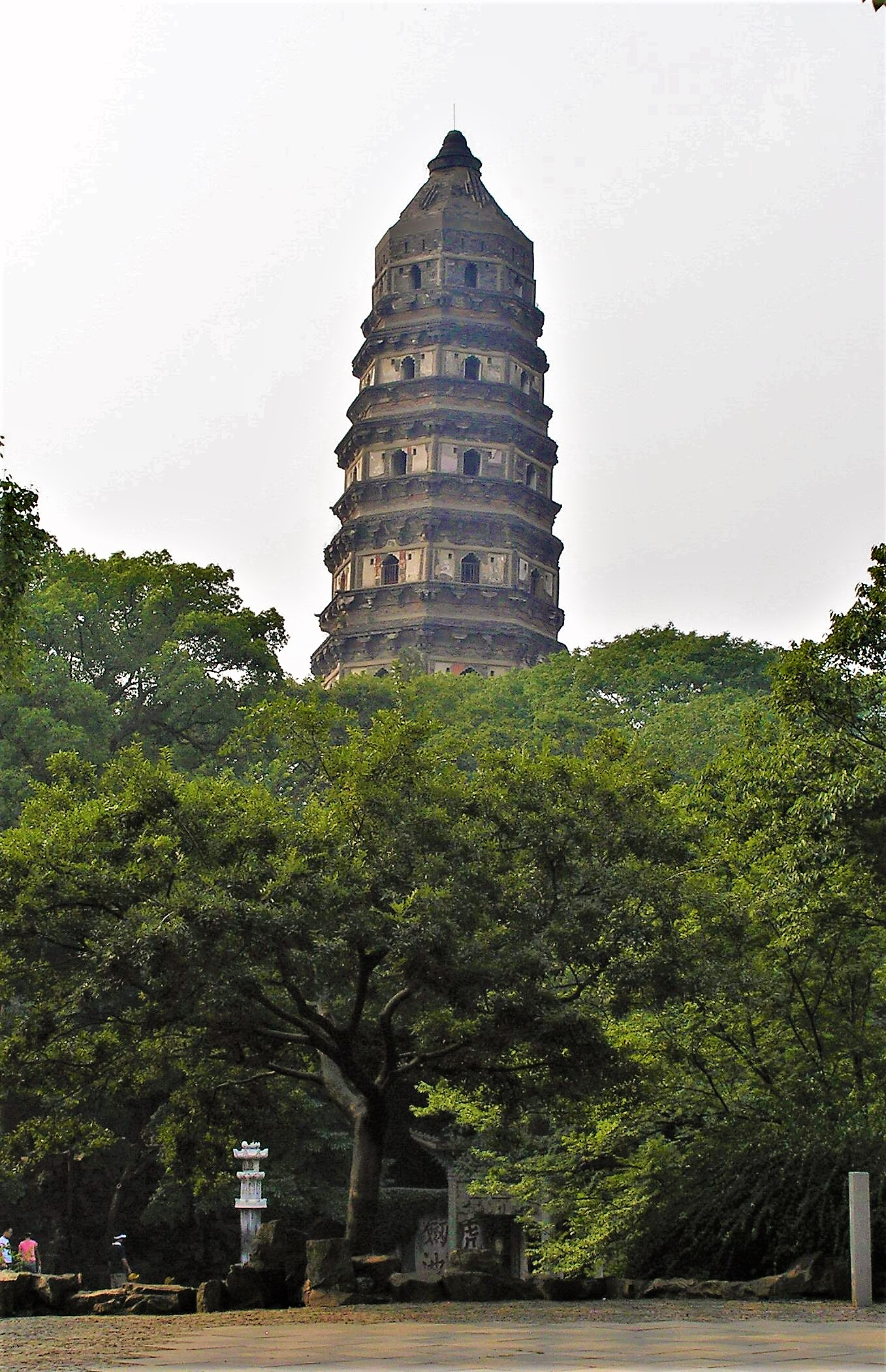
Пагода Юньянь

### Освіта
Діють авіаційний та педагогічний інститути.
У 2023 році університет Сучжоу став першим "університетом цифрового юаня з повним сценарієм". Компанія Zhejiang Zhengyuan Zhihui Technology у співпраці з 5 великими банками країни поновила програмне забезпечення терміналів транзакцій: студенти університету можуть з використанням CBDC здійснювати усі види платежів на території кампусів (проїзд, харчування тощо), а також використовувати QR-коди віртуальних гаманців замість смарт-карт та посвідчень особи на турнікетах й під час реєстрації на заняттях.

## Персоналії
- Гу Цзеган (1893—1980) — китайський історик, один із засновників сучасної історіографії КНР
- Чжан Цзюнь (* 1977) — китайський бадмінтоніст.

## Галерея міста

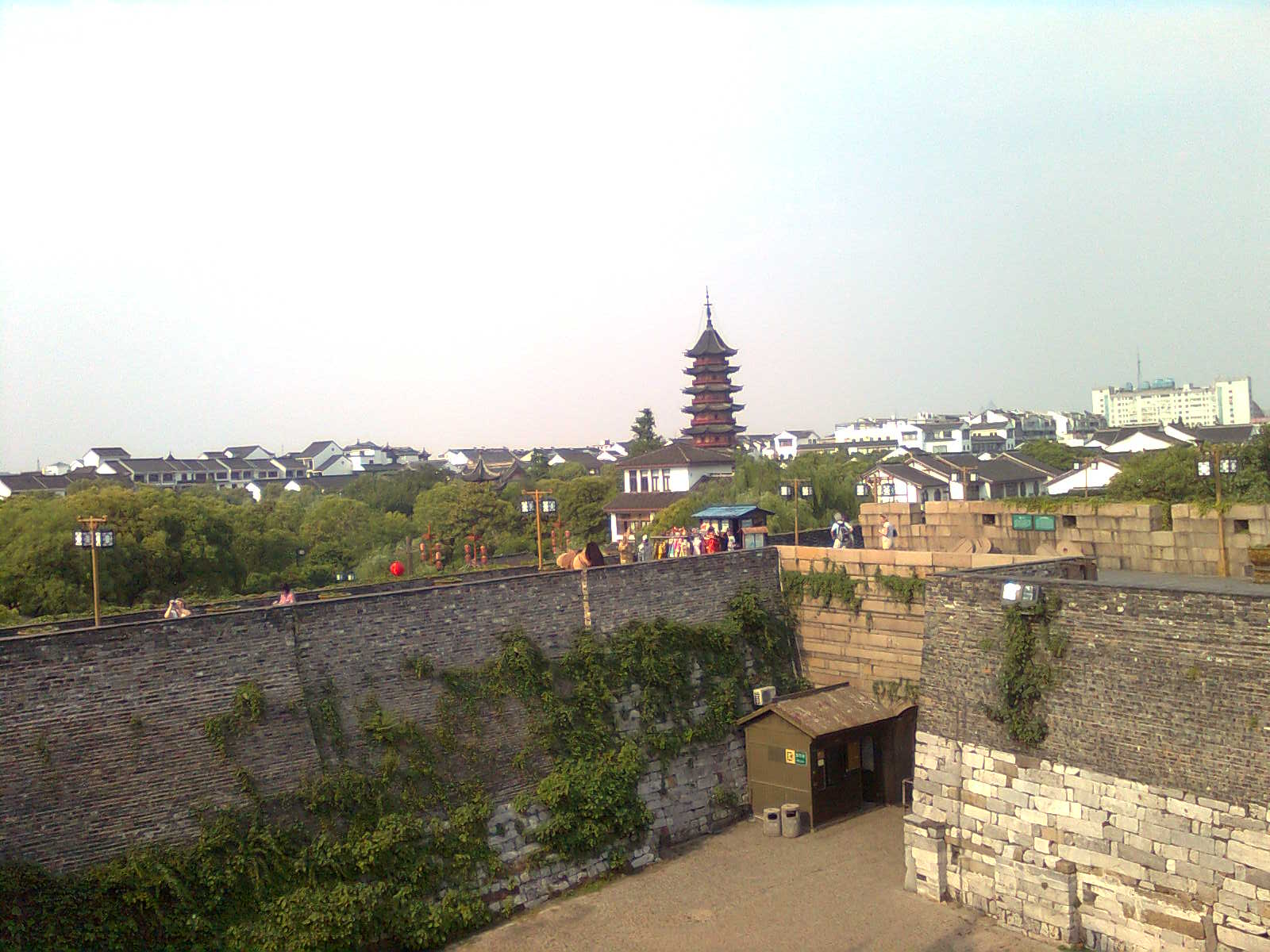
Сучжоу. Панорама міста.
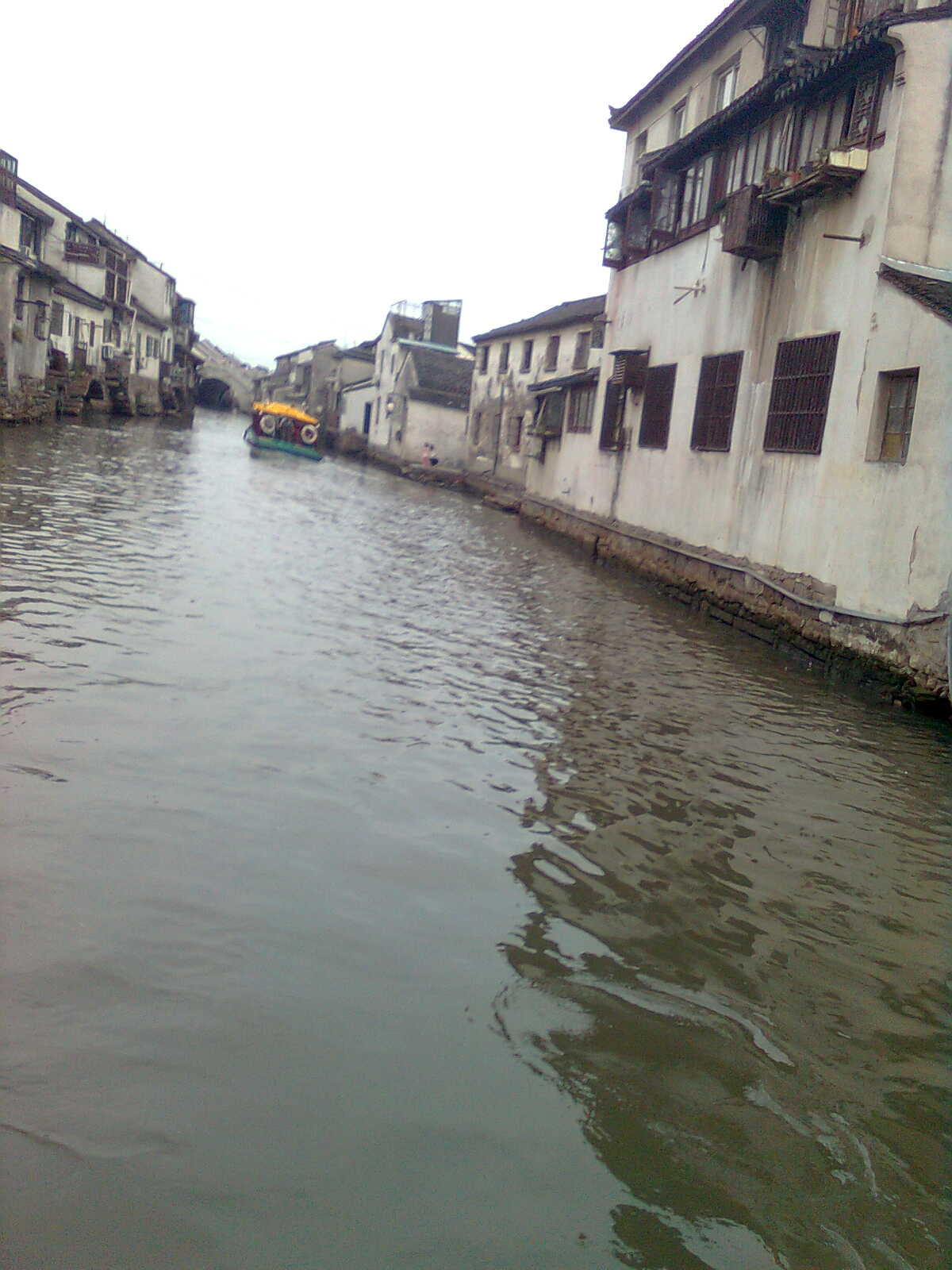
Сучжоу. Вулиця-канал.
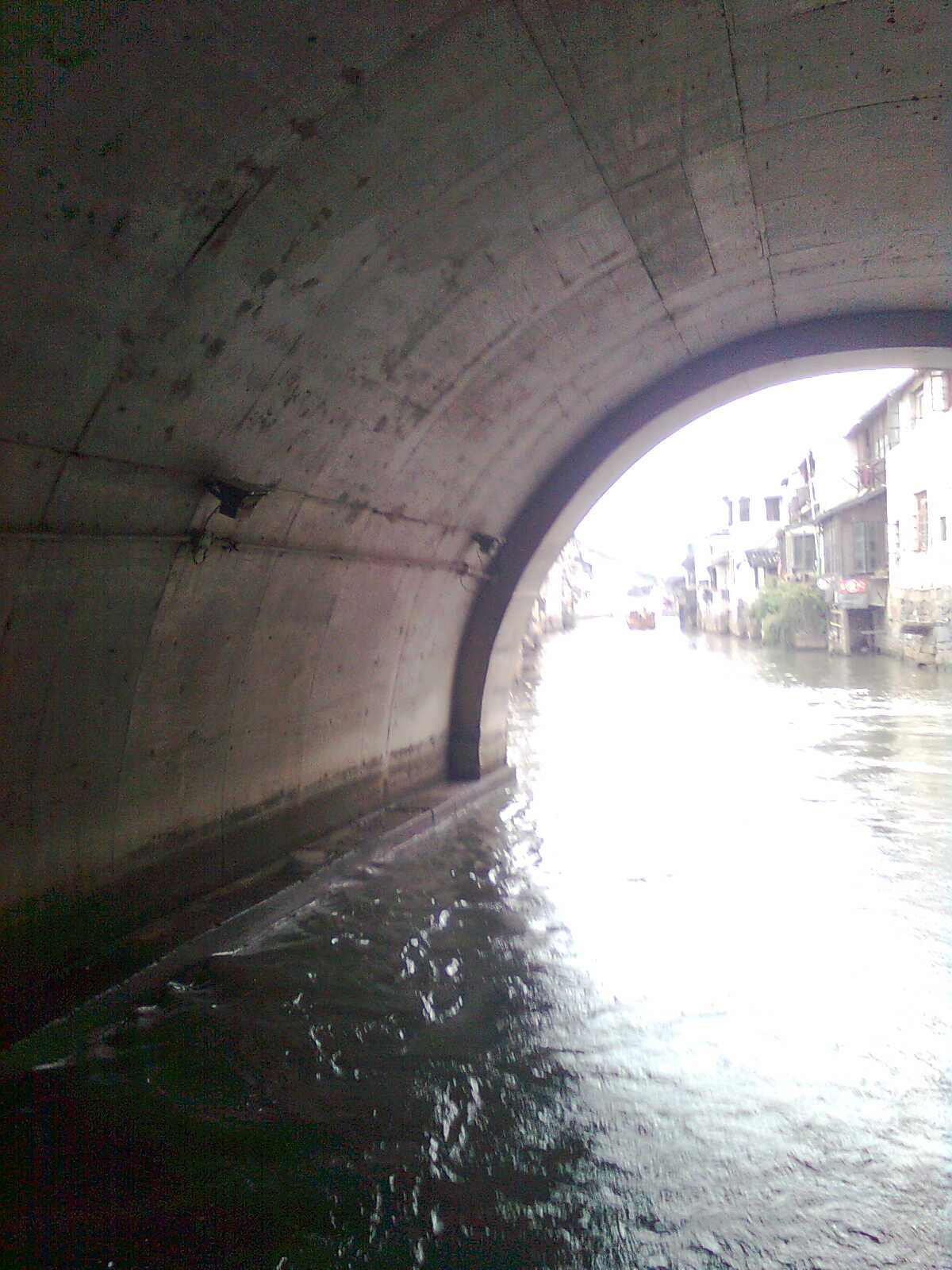
Фрагмент: під містком.
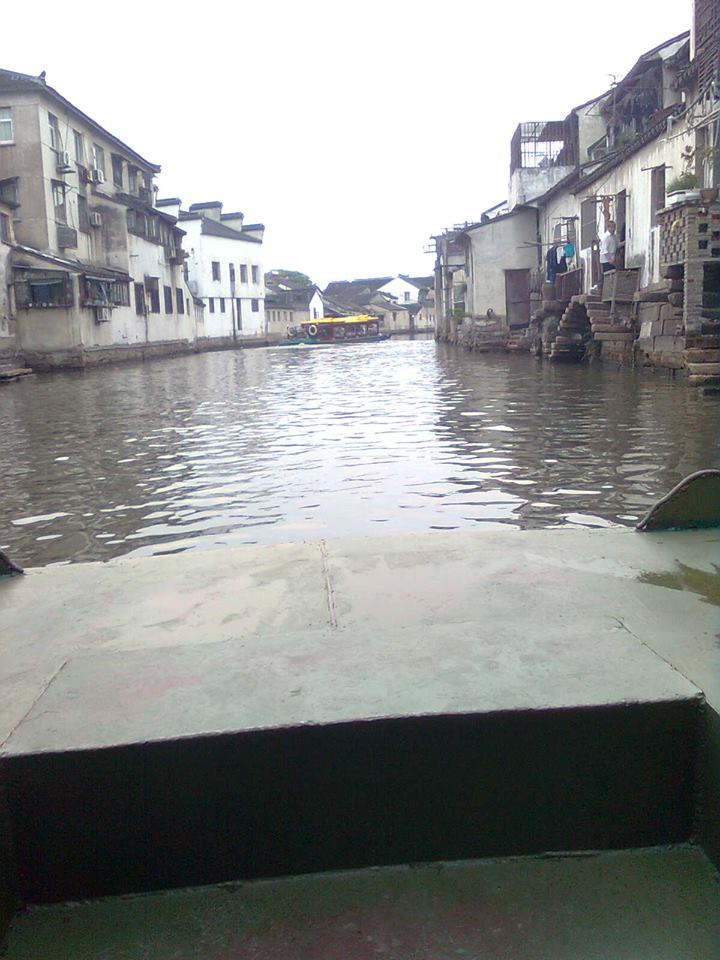
Канал Сучжоу .

## Міста-побратими
Сучжоу є містом-побратимом таких міст:
| - Венеція, Італія - Вікторія, Канада - Ікеда, Японія - Канадзава, Японія - Портленд, США - Тулча, Румунія - Чонджу, Південна Корея - Камеока, Японія - Рига, Латвія - Ісмаїлія, Єгипет - Гренобль, Франція - Неймеген, Нідерланди - Хігасімураяма, Японія - Есб'єрг, Данія - Констанц, Німеччина - Таупо, Нова Зеландія - Набарі, Японія - Порту-Алегрі, Бразилія | - Джексонвілл, США - Рійхімякі, Фінляндія - Тхебек, Південна Корея - Новий Сонч, Польща - Київ, Україна - Запоріжжя, Україна - Кам'янець-Подільський, Україна - Логан-Сіті, Австралія - Антананаріву, Мадагаскар - Провінція Сантьяго-дель-Естеро, Аргентина - Вінья-дель-Мар, Чилі - Йонджу, Південна Корея - Дайсен, Японія - Різа, Німеччина - Роторуа, Нова Зеландія - Санта-Лучія, Мальта - Хірокава, Фукуока, Японія - Портленд, Вікторія, Австралія - Ейхейдзі, Фукуї, Японія | - Маруґаме, Кагава, Японія - Аябе, Японія - Сацума-Сендай, Кагосіма, Японія - Таунсвіль, Австралія - Віттер, Каліфорнія, США - Брест, Франція - Саут-Ель-Монте, Каліфорнія, США - Хрутфонтейн, Намібія - Тахара, Японія - Тотторі, Японія - Розоліні, Італія - Утінада, Японія - Бургуен-Жальє, Франція - Дуббо, Новий Південний Уельс, Австралія - Тіба, Японія - Хвасон, Південна Корея - Наґо, Окінава, Японія |